# Rebecca Kirchbaumer
Rebecca Kirchbaumer (* 25. August 1974 in Innsbruck) ist eine österreichische Politikerin der Österreichischen Volkspartei (ÖVP). Vom 9. November 2017 bis zum 23. Oktober 2024 war sie Abgeordnete zum Nationalrat.

## Leben

### Ausbildung und Beruf
Rebecca Kirchbaumer besuchte nach Volks- und Hauptschule eine wirtschaftsberufliche mittlere Schule und erlernte den Beruf der Bürokauffrau und der Herrenkleidermacherin. Seit 2004 ist sie als selbstständige Tankstellenunternehmerin tätig, seit 2005 betreibt sie eine Servicestation für Kraftfahrzeuge.

### Politik
Seit 2010 ist sie in der Wirtschaftskammer Tirol Obfrau der Fachgruppe Garagen-, Tankstellen- und Servicestationsunternehmungen, seit 2014 Bezirksvorsitzende von Frau in der Wirtschaft für Innsbruck Stand/Land. Seit 2015 gehört sie dem Wirtschaftsparlament der Wirtschaftskammer Tirol an, seit 2016 fungiert sie dort als Spartenobmann-Stellvertreterin für die Sparte Transport und Verkehr. Seit 2016 gehört sie außerdem dem Gemeindevorstand der Gemeinde Polling in Tirol an, wo sie ÖVP-Gemeindeparteiobmann-Stellvertreterin ist. 
Bei der Nationalratswahl 2017 kandidierte sie im Regionalwahlkreis Innsbruck-Land, am 9. November 2017 wurde sie erstmals als Abgeordnete zum österreichischen Nationalrat angelobt. Bei der Nationalratswahl 2019 kandidiert sie hinter Hermann Gahr im Regionalwahlkreis Innsbruck-Land auf dem zweiten Listenplatz. Im November 2019 folgte sie Gottfried Strobl als Sprecherin der Sparte Transport und Verkehr in der Tiroler Wirtschaftskammer nach. Im September 2020 wurde sie zur Obfrau der Sparte Transport und Verkehr in der Tiroler Wirtschaftskammer gewählt.
Nach der Nationalratswahl 2024 schied sie mit 23. Oktober 2024 aus dem Nationalrat aus.